# Blok M Plaza
Blok M Plaza genoemd, is een winkelcentrum in Kebayoran Baru, Zuid-Jakarta, Indonesië. 
Dit winkelcentrum is opgeleverd in 1990 en bestaat uit zeven verdiepingen winkels en 13 parkeerdekken, die plaats bieden aan ongeveer 700 auto's en 300 motorfietsen.
Blok M Plaza werd ingewijd door Siti Hartinah, de echtgenote van Soeharto, op 30 mei 1991. 